# Sistema cristalino triclínico

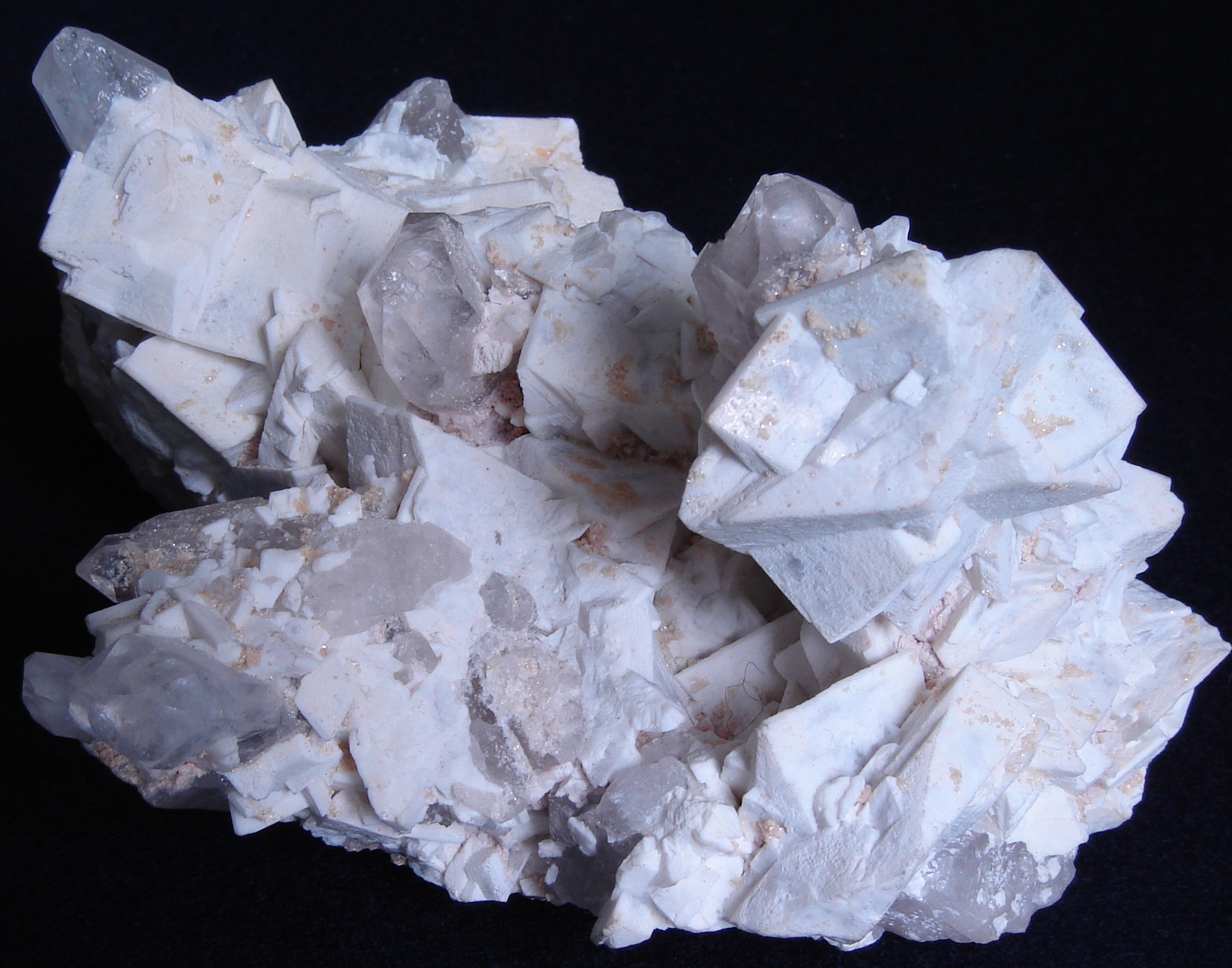
Un ejemplo de un cristal triclínico, microclina.

El sistema cristalino triclínico es uno de los 7 sistemas cristalinos dentro de la cristalografía. Un sistema cristalográfico está descrito por tres vectores base. En el sistema triclínico, los tres parámetros unidad son distintos entre ellos, así como también lo son los ángulos que forman entre sí los ejes cristalográficos y, a su vez, son distintos de 90°.

Triclínico (a ≠ b ≠ c y α ≠ β ≠ γ)

## Volumen de una celda
El volumen de un paralelepípedo cuyos lados sean vectores {\displaystyle {\vec {a}}}
{\displaystyle {\vec {b}}}, {\displaystyle {\vec {c}}} está dado por el producto mixto:
{\displaystyle V=|{\vec {c}}\cdot \left({\vec {a}}\times {\vec {b}}\right)|}
Para poder hacer el producto mixto, es necesario conocer los
componentes de {\displaystyle {\vec {c}}}. Los podemos averiguar haciendo los siguientes
productos escalares:
{\displaystyle {\vec {a}}\cdot {\vec {c}}=ac_{x}=ac\cos \beta }
Por lo tanto:
{\displaystyle c_{x}=c\cos \beta \;}